# Campionati mondiali di ginnastica ritmica 2009 - Cerchio a squadre
La finale di cerchio a squadre si è svolta al Sun Arena il 13 settembre 2009.
A questa finale hanno partecipato 8 nazioni.

## Finale
| Pos.    | Nome        | Diff. | Art.  | Esec. | Pen. | Totale |
| ------- | ----------- | ----- | ----- | ----- | ---- | ------ |
| Oro     | Russia      | 9.300 | 9.400 | 9.000 |      | 27.700 |
| Argento | Italia      | 9.175 | 9.250 | 8.850 |      | 27.275 |
| Bronzo  | Bielorussia | 9.125 | 9.300 | 8.800 |      | 27.225 |
| 4       | Bulgaria    | 8.725 | 8.700 | 8.350 |      | 25.775 |
| 5       | Israele     | 8.450 | 8.400 | 7.700 | 0.40 | 24.150 |
| 6       | Spagna      | 7.950 | 8.300 | 7.800 | 0.40 | 23.650 |
| 7       | Azerbaigian | 7.725 | 8.300 | 7.850 | 0.40 | 23.475 |
| 8       | Ucraina     | 7.425 | 8.050 | 7.350 | 0.20 | 22.625 |